# Esra Akcan
Esra Akcan (* 1968 in Ankara)  ist eine türkisch-amerikanische Architektin, Autorin  und Hochschullehrerin. Sie ist Michael-A.-McCarthy-Professorin für Architekturtheorie am Fachbereich Architektur sowie Resident Director des Institute for Comparative Modernities an der Cornell University.

## Leben und Werk
Akcan schloss ihr Architekturstudium an der Technischen Universität des Nahen Ostens in der Türkei ab und wurde 2005 an der Graduate School of Architecture, Planning and Preservation der Columbia University in New York mit der Dissertation: Modernity in Translation: Early 20th Century German-Turkish Exchanges in Land Settlement and Residential Culture promoviert. In ihrer Dissertation untersuchte sie den deutsch-türkischen Austausch im frühen 20. Jahrhundert in der Landbesiedlung und Wohnkultur.
Sie unterrichtete an der University of Illinois at Chicago, im Sommersemester 2010 an der Humboldt-Universität zu Berlin, an der Columbia University, der New School, dem Pratt Institute in New York und der Technischen Universität des Nahen Ostens in Ankara.
Im Herbst 2016 war sie Ellen-Maria-Gorrissen-Stipendiatin der American Academy in Berlin und untersuchte den Kontext diskriminierender Wohnungsvorschriften anhand ihres Schwerpunkts auf der Internationalen Bauausstellung (IBA) 1984/1987 in Berlin-Kreuzberg.
Akcans Forschung zu moderner und zeitgenössischer Architektur und Urbanismus stellt die miteinander verflochtenen Geschichten Europas, Westasiens und Ostafrikas in den Vordergrund und bietet neue Möglichkeiten, die Rolle der Architektur für globale, soziale und ökologische Gerechtigkeit zu verstehen.
Sie ist Autorin von fünf Büchern in zwei Sprachen, Gastherausgeberin von drei Zeitschriftenausgaben und hat über 150 Artikel und Essays in wissenschaftlichen Büchern und Fachzeitschriften in mehreren Sprachen zu kritischer und postkolonialer Theorie, Rassismus, Einwanderung, Architekturfotografie, Übersetzung, Neoliberalismus und globaler Geschichte verfasst.
Sie war Direktorin am Einaudi Center for International Studies und am Institute for Comparative Modernities an der Cornell University sowie Director of Graduate Studies an der Cornell University. Als Direktorin des Einaudi-Zentrums und Mitglied der Akademie im Exil in Deutschland beteiligte sie sich an der Suche nach akademischen Häusern für gefährdete Wissenschaftler.

## Auszeichnungen und Ehrungen (Auswahl)
- 2009: Gastwissenschaftler des Canadian Centre for Architecture (CCA).
- 2010: Arnheim-Professorin am Institut für Kunst- und Bildgeschichte, Humboldt-Universität zu Berlin.
- 2011: Fellow, Clark Art Institute
- 2011: Millard-Meiss-Publikationsstipendium für Architektur in der Übersetzung durch Duke University Press, College Art Association
- 2012: Fellow, Rechtskulturen beim Forum Transregionale Studien[7]
- 2016–2017: Berlin-Preis, American Academy in Berlin[8]
- 2017: Publikationsstipendium der Graham Foundation für offene Architektur
- 2019: Forschungsstipendiatin, Canadian Centre for Architecture
- 2019–2020: Frieda Miller Fellow, Radcliffe Institute for Advanced Study an der Harvard University
- 2021–2022: Forschungsstipendium des Mui Ho Center for Cities for „Right to Heal“
- 2022–2023: Einaudi Center for International Studies Grant[9]
- 2022–2023: Cornell Migration Grant Award für „Right to Heal: Housing and Parks of Multispecies“

## Ausstellungen (Auswahl)
- 2004: (Land)Fill Istanbul: Twelve Scenarios for a Global City, First Architectural Festival of Istanbul, Darphane, Istanbul
- 2012: Urban Renewal and its Discontents: Kreuzberg-IBA '84/87, Istanbul Design Biennale, Istanbul Museum of Modern Art, Istanbul
- 2016: ArchitectuREfugee,  2016 Venice Biennale of Architecture

## Veröffentlichungen (Auswahl)
- Open Architecture: Migration, Citizenship and the Urban Renewal of Berlin-Kreuzberg. Birkhäuser-De Gruyter, 2018.
- mit Sibel Bozdoğan: Turkey. Modern Architectures in History. Reaktion Books, London 2012.
- Abolish Human Bans: Intertwined Histories of Architecture. Canadian Centre for Architecture, 2020.
- Çeviride Modern Olan. Şehir ve Konutta Türk-Alman İlişkileri. (Modernität in der Übersetzung: Deutsch-türkische Beziehungen in Urbanismus und Wohnen). YKY Publishing, 2009.